# خفاش بال‌خمیده گلن
خفاش بال‌خمیده گلن (نام علمی: Miniopterus gleni) نام یک گونه از سرده خفاش‌های بال‌خمیده است.